# Héctor Veira
Héctor Rodolfo Veira (Buenos Aires, 29 de mayo de 1946), más conocido como el "Bambino" Veira, es un exjugador y exentrenador argentino. Está muy identificado con San Lorenzo, equipo con el que obtuvo varios campeonatos nacionales como jugador y dos muy recordados como técnico. Sus logros más destacados como técnico han sido con River Plate, con el cual conquistó la primera Copa Libertadores y la única Copa Intercontinental del club, ambas en 1986.
También incursionó como panelista deportivo en los canales América TV, Canal 9 y Fox Sports, además ser comentarista en Radio Rivadavia y como periodista del espectáculo también desempeñó la función de panelista en el programa de C5N Buenos Muchachos, comentando sobre las carteleras y los estrenos del cine, en diferentes programas televisivos y radiales. Desde el 27 de diciembre de 2010 hasta 2011, ocupó la secretaría técnica de San Lorenzo de Almagro. 
En 1987 fue denunciado y luego condenado por abuso sexual e intento de violación de un adolescente de 13 años, hecho por el cual cumplió cerca de un año de prisión.

## Trayectoria

### Como futbolista

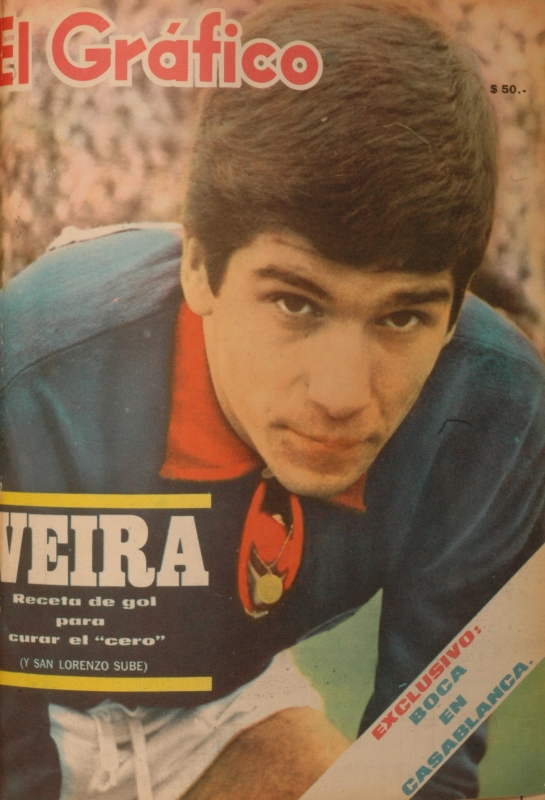
Héctor Veira jugando para San Lorenzo de Almagro en 1966.

Debutó en San Lorenzo con apenas 17 años, en la fecha 23 del Campeonato de 1963, en lo que fue una victoria 3-0 del Ciclón ante Vélez Sarsfield en el Viejo Gasómetro. En 1964, jugando para el conjunto de Boedo, fue el máximo goleador de la liga nacional; conformó la línea ofensiva de los llamados por su juventud Los Carasucias, junto con Fernando José Areán, Narciso Horacio Doval, Roberto Telch y Victorio Francisco Casa. 
En 1965 jugó con la selección de Argentina las eliminatorias para el Campeonato Mundial de Fútbol de 1966, y volvió a hacerlo en 1967. 
En San Lorenzo salió campeón invicto del Torneo Metropolitano de 1968, integrando el plantel denominado Los Matadores. En aquel campeonato disputó 4 partidos, sin convertir goles.
Totalizó un total de 128 partidos, convirtiendo 68 goles
En 1970 se "cruzó de vereda" para jugar en Huracán. Allí rindió en gran nivel, convirtiendo 21 goles en 45 partidos jugados hasta 1971. En ese año fue transferido a México, precisamente al equipo Laguna con sede en la ciudad de Torreón, Coahuila donde también rindo en gran nivel, consiguiendo la dorsal 10 y la capitanía del equipo. Luego, regresó a San Lorenzo en 1973. Nunca se supo el motivo de su salida.
Su trayectoria posterior lo llevó a Banfield, el español Sevilla, Comunicaciones de Guatemala, Corinthians de Brasil, Universidad de Chile del país homónimo.
Su último partido fue el 22 de junio de 1978, jugando en Oriente de Bolivia.

### Como entrenador

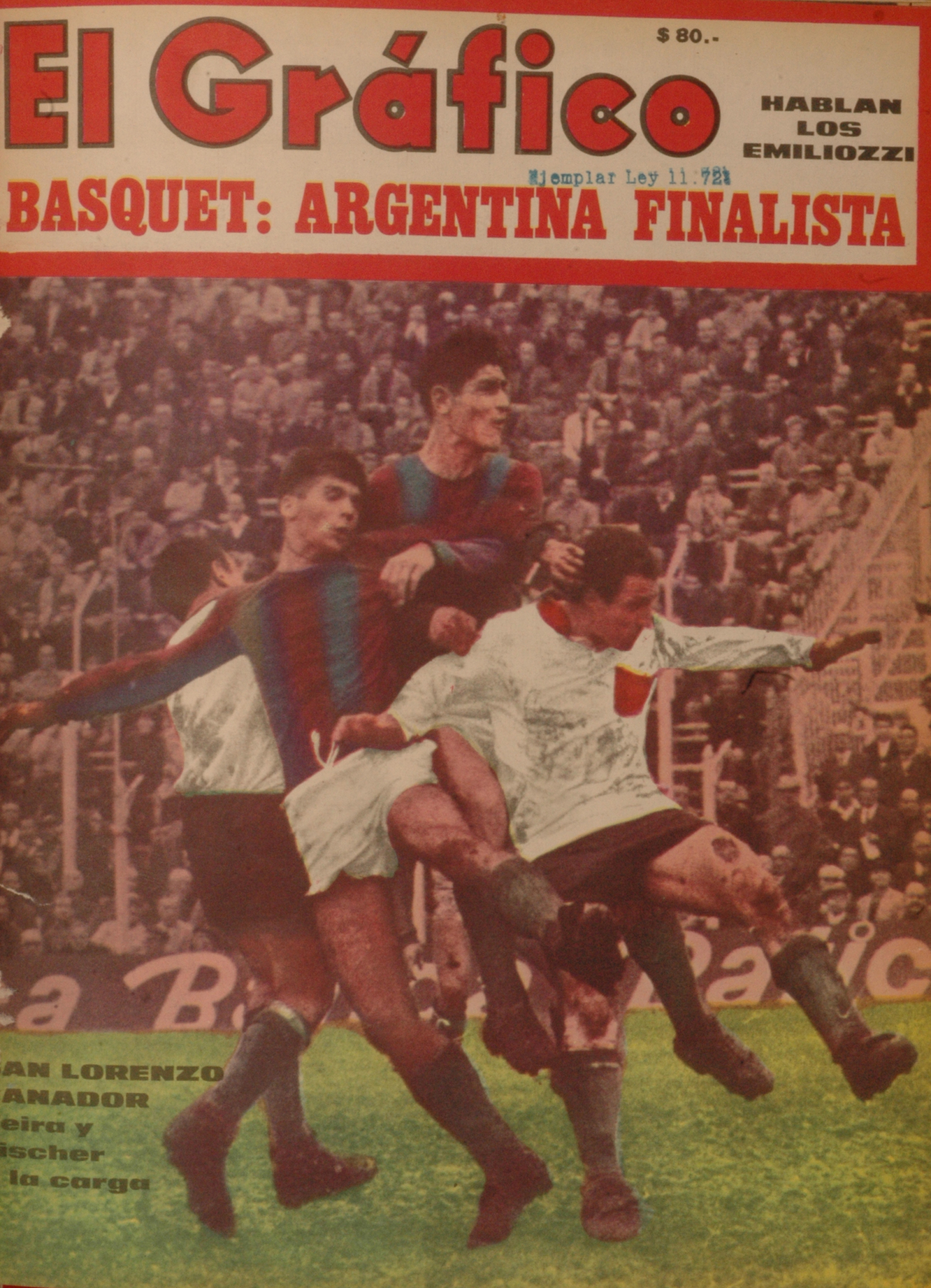
Veira y Fisher jugando con San Lorenzo en 1967.

Como director técnico llevó a River Plate a ganar la Copa Libertadores y la Copa Intercontinental en 1986. Luego regresó al San Lorenzo de su juventud, donde su actividad se interrumpió a raíz de la denuncia de violación que contra él se presentó el 17 de octubre de 1987.
En 1991, al tiempo que se sucedían las diversas instancias burocráticas propias del proceso legal, el otrora goleador del Ciclón fue contratado por Vélez Sarsfield, club contra el cual había debutado como jugador hacía 28 años, para hacerse cargo del primer equipo, sucediendo a Roberto Rogel, a fin de hacer frente al Torneo Apertura 1991. El 30 de agosto, mientras dirigía una práctica matutina (a dos días de debutar en el campeonato), fue informado de la sentencia dictada por la Justicia argentina, fijada en seis años de prisión (posteriormente se redujo a tres, aunque finalmente estuvo privado de la libertad durante solo once meses). Luego de disputadas las primeras cinco fechas del torneo, Héctor Veira tuvo que abandonar el cargo para cumplir su pena en la Unidad Penitenciaria de Devoto. Curiosamente, en su último partido como entrenador del Fortín, sus dirigidos golearon 5:0 a Huracán en el Estadio José Amalfitani.
En 1992, una vez puesto en libertad condicional, volvió a dirigir a San Lorenzo en su conquista del Torneo Clausura 1995.
En enero de 1997 inició un ciclo en Boca Juniors, en el cual lanzó su famosa frase “La base está”. [cita requerida] Consiguió ser subcampeón de River en el Torneo Apertura 1997. En mayo de 1998 dejó la dirección técnica del equipo, por malos resultados.
Su paso por la selección de Bolivia fue desde finales de 1998 a inicios del 2000, no llegando a dirigir ninguno de los partidos para la clasificación de la Copa Mundial Corea-Japón 2002.
Nuevamente en Argentina inició su actividad de comentarista deportivo, participando en el programa La última palabra, de Fox Sports, hasta que fue contratado por Lanús a medidos de noviembre de 2000, donde se desempeñó hasta finales de mayo de 2001.
Durante el 2002 dirigió Newell's Old Boys de Rosario, y en el 2004 volvió a San Lorenzo. Tras una campaña de ocho meses dejó el club, dedicándose en lo sucesivo a la actividad de comentarista deportivo. Es conocido en el ámbito del fútbol por sus frases creativas. [cita requerida]
En 2007 el Bambino Veira fue propuesto por Miguel Adolfo Vera, un empresario español, y el Chino Mesiano, para que pudiera dirigir un club de Catar. Esta posibilidad tomó fuerza con la ida de Jorge Fossati a la selección mayor de Catar, dejando el club Al-Sadd vacante, aunque finalmente no se concretó.
También tomó fuerza el nombre de Veira para dirigir a River Plate a partir de la renuncia, a mediados de noviembre de 2007, de Daniel Passarella. Su nombre fue promovido por varios socios e hinchas, que recordaron su exitoso paso por el club en 1986.
En 2008, Veira integró el programa deportivo de TV devenido en humorístico Sin codificar.
Su biografía, al 2008 con cinco ediciones, fue elaborada por los periodistas Damián Pussetto y Hugo Rey bajo el título: “Bambino Veira. Personaje de Buenos Aires” y lanzada al mercado por Editorial Estática. Participó como extra en la película Big Jake, e hizo un cameo en la novela Botineras en 2009.
En diciembre de 2010, asumió su cargo de secretario técnico de San Lorenzo. El Bambino dejó atrás su faceta periodística y su etapa televisiva para volver en un puesto clave para la recuperación del club.

## Condenado por violación de menores
El 17 de octubre de 1987 fue denunciado por haber violado a un adolescente de trece años. El muchacho, junto con un amigo, le habían pedido un autógrafo en la calle. Veira les dijo que su lapicera no funcionaba y le pidió al chico que lo acompañara a un departamento de su propiedad que se encontraba cerca; mientras subían por el ascensor, Veira le elogió las piernas, lo cual el chico interpretó como una posibilidad de ser futbolista en el futuro. Al llegar al departamento, le pidió que se baje los pantalones, para verle mejor las piernas; luego se los bajó él también. Esa noche el muchacho le contó a su madre que Veira lo había violado.
Veira negó el hecho y sostuvo que el menor le había pedido un autógrafo y que él simplemente lo había invitado a ingresar a un departamento de su propiedad para darle un banderín. Como coartada sostuvo que se hallaba presente una sobrina suya, Adriana Veira, que dijo vivir en el apartamento de Veira y encontrarse presente. En el juicio se probaría que la declaración de su sobrina era falsa, siendo condenada en el año 1995 a dos años de prisión en suspenso por falso testimonio más un resarcimiento económico para la familia del menor afectado.
El 4 de abril de 1988, Veira fue encontrado en primera instancia culpable del delito de tentativa de violación y promoción de corrupción de menor, siendo condenado a cuatro años de prisión. La sala IV de la Cámara Nacional de Apelaciones en lo Criminal y Correccional, compuesta por los jueces Alberto Campos, Luis Alberto Escobar y Eduardo Valdovinos, revocó la condena y absolvió a Veira aplicándole el beneficio de la duda, al considerar que la prueba reunida no alcanzaba para comprobar la existencia material del hecho que se le imputó. El 24 de abril de 1991, la Corte Suprema de Justicia consideró arbitraria la decisión de la Cámara de aplicar el beneficio de la duda y ordenó dictar una nueva sentencia. El 30 de agosto de 1991, la Sala VI de la Cámara dictó nueva sentencia encontrándolo culpable de violación de un menor, y condenándolo a seis años de prisión, siguiendo el voto de la jueza Carmen Argibay. El 4 de octubre de 1991, fue enviado a prisión para cumplir la condena en el pabellón VIP de la Cárcel de Devoto.
El 8 de septiembre de 1992, la Corte Suprema volvió a intervenir y calificó el delito como "intento de violación" y le redujo la pena a tres años. Como Veira ya había cumplido más de un tercio de la condena, quedó en libertad condicional el 17 de septiembre de 1992, luego de cumplir once meses y trece días de prisión.
A la salida de prisión, volvió inmediatamente a trabajar en San Lorenzo como director técnico tras ser llamado por el presidente azulgrana Fernando Miele. Logró reinsertarse en el mundo del fútbol, pero durante mucho tiempo fue recibido en los estadios al grito de “violador”.
Posteriormente, trascendió que el presidente argentino de ese momento, Carlos Menem, podría haber influido ante la justicia para lograr la libertad del entrenador de fútbol, con quien mantenía una amistad de conocimiento público, según lo publicado por el semanario Noticias.
En 1998 fue condenado a pagar un resarcimiento de 110.000 pesos argentinos (equivalentes a 110 mil dólares) por los daños psicológicos. El juez en lo Civil Luis Dupuo consideró viables los argumentos de la familia de la víctima.
En 2017, Guido Suller contó que fue acosado sexualmente por Veira en un baño de un restaurante cuando tenía 16 años.
A finales de 2018, ante las crecientes quejas de clientes y vecinos, una pizzería del barrio porteño de Boedo decidió retirar una estatua que le habían hecho a modo de homenaje. Tiempo más adelante, ya en 2019, la estatua fue colocada nuevamente a pocas cuadras de su ubicación anterior.

## Clubes

### Como futbolista
| Club                 | País      | Año       |
| -------------------- | --------- | --------- |
| San Lorenzo          | Argentina | 1963-1969 |
| Club Laguna          | México    | 1971-1972 |
| Huracán              | Argentina | 1970      |
| Banfield             | Argentina | 1974      |
| San Lorenzo          | Argentina | 1973      |
| Sevilla              | España    | 1975-1976 |
| Corinthians          | Brasil    | 1976      |
| Universidad de Chile | Chile     | 1977      |
| Oriente Petrolero    | Bolivia   | 1978      |

### Como entrenador
| Club                | País      | Año       |
| ------------------- | --------- | --------- |
| Banfield            | Argentina | 1981-1982 |
| San Lorenzo         | Argentina | 1983-1984 |
| River Plate         | Argentina | 1984-1987 |
| San Lorenzo         | Argentina | 1987-1988 |
| Hércules            | España    | 1988-1989 |
| Cádiz               | España    | 1990-1991 |
| Vélez Sarsfield     | Argentina | 1991-1992 |
| San Lorenzo         | Argentina | 1993-1996 |
| Boca Juniors        | Argentina | 1997-1998 |
| Badajoz             | España    | 1998      |
| Selección Boliviana | Bolivia   | 1999      |
| Lanús               | Argentina | 2000-2001 |
| Newell's Old Boys   | Argentina | 2002-2003 |
| San Lorenzo         | Argentina | 2004      |
| Tecos de la UAG     | México    | 2005      |
| Cerro Porteño       | Paraguay  | 2006      |
| Quilmes             | Argentina | 2007      |

### Estadísticas como entrenador
| Equipo                         | Torneo                             | Estadísticas | Estadísticas | Estadísticas | Estadísticas | Estadísticas | Estadísticas | Estadísticas | Estadísticas |
| Equipo                         | Torneo                             | PJ           | G            | E            | P            | GF           | GC           | DG           | Efectividad  |
| ------------------------------ | ---------------------------------- | ------------ | ------------ | ------------ | ------------ | ------------ | ------------ | ------------ | ------------ |
| Banfield* Argentina            | Primera División B 1982            | 46           | 15           | 19           | 12           | 52           | 47           | +5           | 53,26 %      |
| Banfield* Argentina            | Total                              | 46           | 15           | 19           | 12           | 52           | 47           | +5           | 53,26 %      |
| San Lorenzo* Argentina         | Nacional 1983                      | 12           | 5            | 7            | 0            | 16           | 8            | +8           | 70,83 %      |
| San Lorenzo* Argentina         | Metropolitano 1983                 | 36           | 20           | 7            | 9            | 69           | 43           | +26          | 68,05 %      |
| San Lorenzo* Argentina         | Nacional 1984                      | 12           | 5            | 5            | 2            | 24           | 17           | +7           | 62,50 %      |
| San Lorenzo* Argentina         | Metropolitano 1984                 | 11           | 2            | 4            | 5            | 12           | 16           | -4           | 36,36 %      |
| San Lorenzo* Argentina         | Total                              | 71           | 32           | 23           | 16           | 121          | 84           | +37          | 61,27 %      |
| River Plate* Argentina         | Metropolitano 1984                 | 15           | 7            | 4            | 4            | 26           | 18           | +8           | 60 %         |
| River Plate* Argentina         | Nacional 1985                      | 14           | 9            | 2            | 3            | 26           | 12           | +14          | 71,43 %      |
| River Plate* Argentina         | Primera División 1985-86           | 36           | 23           | 10           | 3            | 74           | 26           | +48          | 77,78 %      |
| River Plate* Argentina         | Copa Libertadores 1986             | 12           | 9            | 2            | 1            | 23           | 8            | +15          | 83 %         |
| River Plate* Argentina         | Primera División 1986-87           | 38           | 13           | 13           | 12           | 54           | 49           | +5           | 51,31 %      |
| River Plate* Argentina         | Copa Intercontinental 1986         | 1            | 1            | 0            | 0            | 1            | 0            | +1           | 100 %        |
| River Plate* Argentina         | Total                              | 116          | 62           | 31           | 23           | 204          | 113          | +91          | 66,81 %      |
| San Lorenzo* Argentina         | Primera División 1987-88           | 35           | 14           | 15           | 6            | 46           | 28           | +18          | 61,43 %      |
| San Lorenzo* Argentina         | Primera División 1988-89           | 44           | 20           | 12           | 12           | 58           | 35           | +23          | 59,09 %      |
| San Lorenzo* Argentina         | Copa Libertadores 1988             | 12           | 5            | 4            | 3            | 10           | 8            | +2           | 58,33 %      |
| San Lorenzo* Argentina         | Primera División 1989-90           | 19           | 3            | 9            | 7            | 17           | 26           | -9           | 34,21 %      |
| San Lorenzo* Argentina         | Total                              | 110          | 42           | 40           | 28           | 131          | 97           | +34          | 56,36 %      |
| Cádiz* España                  | Primera División de España 1990-91 | 29           | 4            | 11           | 14           | 16           | 31           | -15          | 36,21%       |
| Cádiz* España                  | Total                              | 29           | 5            | 11           | 14           | 16           | 31           | -15          | 36,21%       |
| Vélez Sarsfield* Argentina     | Apertura 1991                      | 5            | 2            | 1            | 2            | 8            | 4            | +4           | 50 %         |
| Vélez Sarsfield* Argentina     | Total                              | 5            | 2            | 1            | 2            | 8            | 4            | +4           | 50 %         |
| San Lorenzo Argentina          | Apertura 1992 *                    | 9            | 4            | 2            | 3            | 14           | 11           | +3           | 55,56 %      |
| San Lorenzo Argentina          | Clausura 1993*                     | 19           | 8            | 6            | 5            | 27           | 19           | +8           | 57,89 %      |
| San Lorenzo Argentina          | Apertura 1993*                     | 19           | 8            | 5            | 6            | 23           | 20           | +3           | 55,26 %      |
| San Lorenzo Argentina          | Copa Centenario de la AFA          | 6            | 2            | 2            | 2            | 6            | 5            | +1           | 50 %         |
| San Lorenzo Argentina          | Copa Conmebol 1993*                | 6            | 3            | 1            | 2            | 8            | 6            | +2           | 58,33 %      |
| San Lorenzo Argentina          | Clausura 1994*                     | 19           | 8            | 7            | 4            | 22           | 15           | +7           | 60,53 %      |
| San Lorenzo Argentina          | Copa Conmebol 1994*                | 4            | 1            | 2            | 1            | 5            | 6            | -1           | 50 %         |
| San Lorenzo Argentina          | Apertura 1994 *                    | 19           | 9            | 8            | 2            | 30           | 21           | +9           | 68,42 %      |
| San Lorenzo Argentina          | Clausura 1995 *                    | 19           | 14           | 2            | 3            | 31           | 12           | +19          | 78,94 %      |
| San Lorenzo Argentina          | Apertura 1995                      | 19           | 9            | 5            | 5            | 35           | 24           | +11          | 56,14 %      |
| San Lorenzo Argentina          | Copa Libertadores 1996             | 10           | 4            | 5            | 1            | 23           | 11           | +12          | 56,67 %      |
| San Lorenzo Argentina          | Clausura 1996                      | 19           | 4            | 4            | 11           | 15           | 29           | -14          | 28,07 %      |
| San Lorenzo Argentina          | Apertura 1996                      | 1            | 0            | 0            | 1            | 0            | 1            | -1           | 0 %          |
| San Lorenzo Argentina          | Total                              | 169          | 74           | 49           | 46           | 239          | 180          | +59          | 53,45 %      |
| Boca Juniors Argentina         | Clausura 1997                      | 19           | 6            | 7            | 6            | 34           | 32           | +2           | 43,86 %      |
| Boca Juniors Argentina         | Apertura 1997                      | 19           | 13           | 5            | 1            | 35           | 12           | +23          | 77,19 %      |
| Boca Juniors Argentina         | Supercopa Sudamericana 1997        | 6            | 1            | 2            | 3            | 7            | 9            | -2           | 27 %         |
| Boca Juniors Argentina         | Clausura 1998                      | 13           | 4            | 4            | 5            | 22           | 23           | -1           | 41,02 %      |
| Boca Juniors Argentina         | Total                              | 57           | 24           | 18           | 15           | 98           | 79           | +21          | 52,63 %      |
| Selección de Bolivia · Bolivia | Copa América 1999                  | 3            | 0            | 2            | 1            | 1            | 2            | -1           | 22 %         |
| Selección de Bolivia · Bolivia | Amistosos                          | 11           | 1            | 7            | 3            | 6            | 8            | -2           | 30,30 %      |
| Selección de Bolivia · Bolivia | Total                              | 14           | 1            | 9            | 4            | 7            | 10           | -3           | 28,56 %      |
| Lanús Argentina                | Apertura 2000                      | 9            | 3            | 4            | 2            | 10           | 9            | +1           | 48.14 %      |
| Lanús Argentina                | Clausura 2001                      | 19           | 6            | 4            | 9            | 28           | 30           | -2           | 38,60 %      |
| Lanús Argentina                | Total                              | 28           | 9            | 8            | 11           | 38           | 39           | -1           | 41,67 %      |
| Newell's Old Boys Argentina    | Apertura 2002                      | 7            | 3            | 2            | 2            | 9            | 8            | +1           | 52,38 %      |
| Newell's Old Boys Argentina    | Clausura 2003                      | 19           | 5            | 7            | 7            | 21           | 26           | -5           | 38,60 %      |
| Newell's Old Boys Argentina    | Apertura 2003                      | 19           | 7            | 8            | 4            | 27           | 20           | +7           | 50,87 %      |
| Newell's Old Boys Argentina    | Clausura 2004                      | 2            | 0            | 2            | 0            | 2            | 2            | 0            | 33 %         |
| Newell's Old Boys Argentina    | Total                              | 47           | 15           | 19           | 13           | 59           | 56           | +3           | 45,39 %      |
| San Lorenzo Argentina          | Copa Sudamericana 2004             | 3            | 1            | 1            | 1            | 2            | 2            | 0            | 44 %         |
| San Lorenzo Argentina          | Apertura 2004                      | 15           | 7            | 4            | 4            | 23           | 16           | +7           | 55,56 %      |
| San Lorenzo Argentina          | Clausura 2005                      | 10           | 1            | 2            | 7            | 9            | 20           | -11          | 16,67 %      |
| San Lorenzo Argentina          | Copa Libertadores 2005             | 5            | 0            | 3            | 2            | 1            | 4            | -3           | 20 %         |
| San Lorenzo Argentina          | Total                              | 33           | 9            | 10           | 14           | 35           | 42           | -7           | 37 %         |

*El triunfo valía dos puntos

## Palmarés

### Como futbolista
| Título                     | Club              | País      | Año  |
| -------------------------- | ----------------- | --------- | ---- |
| Primera División           | San Lorenzo       | Argentina | 1968 |
| Liga Nacional de Guatemala | Comunicaciones FC | Guatemala | 1974 |

### Como entrenador
| Título                | Club        | País      | Año     |
| --------------------- | ----------- | --------- | ------- |
| Primera División      | River Plate | Argentina | 1985/86 |
| Copa Libertadores     | River Plate | Argentina | 1986    |
| Copa Intercontinental | River Plate | Argentina | 1986    |
| Primera División      | San Lorenzo | Argentina | C-1995  |

| Predecesor: Luis Cubilla | Entrenadores del Club Atlético River Plate 1984-1987 | Sucesor: Carlos Timoteo Griguol |